# Самотестирующийся код
Самотестирующийся код (от англ. Self-testing code) — программное обеспечение, включающее в себя встроенные тесты (смотри Разработка через тестирование).
В языке Java, для выполнения модульных тестов из командной строки класс может иметь методы наподобие следующих:
```
// Выполнение <code>main</code> запускает тест модуля. 

public
 
static
 
void
 
main
(
String
[]
 
args
)
 
{

    
test
();

}

static
 
void
 
test
()
 
{

    
assert
 
foo
 
==
 
bar
;

}

```

Для вызова полного системного теста класс может содержать вызов метода:
```
public
 
static
 
void
 
main
(
String
[]
 
args
)
 
{

    
test
();

    
TestSuite
.
test
();
    
// вызов полного системного теста

}

```